# Juan Manuel Valero Martínez
Juan Manuel Valero Martínez, anomenat Juanma Valero, (Alacant, 3 de gener de 1978) és un futbolista valencià que juga com a defensa.
Tot i que és alacantí, es va formar a les categories inferiors del Reial Múrcia CF. Va romandre entre 1995 i 2008 al primer equip de La Condomina, des de Tercera fins a primera divisió i sumant 175 entre les dues màximes categories.
El 2007 és cedit a l'Hèrcules CF, també de Segona Divisió, amb qui juga 30 partits.